# Cratere Tsu Chung-Chi
Tsu Chung-Chi è un cratere lunare relativamente piccolo che si trova sulla faccia nascosta della Luna: giace a ovest-sudovest del cratere Leonov e a nord-est della vasta piana del cratere Mendeleev. A nord dello Tsu Chung-Chi si trova il Mare Moscoviense, uno dei pochi mari lunari presenti sulla faccia nascosta della Luna.
Si tratta di un cratere a forma di ciotola leggermente allungato verso nord-ovest. Ha subito un certo grado di erosione, il suo bordo meridionale è intaccato da un altro piccolo cratere a forma di tazza mentre parecchi minuscoli crateri sono visibili al suo interno. Le pareti interne sono semplici pendii che declinano verso il pavimento interno. Il cratere non presenta altre caratteristiche di rilievo.
Lo Tsu Chung-Chi è così denominato in onore del matematico e astronomo cinese Zu Chongzhi.

## Crateri satellite
Alcuni crateri minori situati in prossimità di Tsu Chung-Chi sono convenzionalmente identificati, sulle mappe lunari, attraverso una lettera associata al nome.
| Tsu Chung-Chi | Latitudine | Longitudine | Diametro |
| ------------- | ---------- | ----------- | -------- |
| W             | 18,5° S    | 143,3° E    | 24 km    |